# Правдино (Гур'євський міський округ)
Правдино (рос. Правдино) — селище Гур'євського міського округу, Калінінградської області Росії. Входить до складу Храбровського сільського поселення.
Населення —  80 осіб (2015 рік). 

## Населення
| 2002 | 2010 |
| ---- | ---- |
| 80   | →80  |